# Luisa Magdalena de Jesús
Luisa Magdalena de Jesús, en el mundo Luisa Magdalena Manrique Enríquez de Luján, condesa viuda de Paredes (Nápoles, 25 de septiembre de 1605-Malagón, 18 de octubre de 1660), fue una dama de honor de la reina Isabel de Borbón, monja carmelitana y escritora mística.

## Biografía
De noble familia (era hija de Luis Enríquez o Henríquez, Maestre de Campo de la Infantería española en Nápoles e hijo de Fadrique Enríquez, hermano segundo del Almirante de Castilla Luis Enríquez, y de Catalina de Luján). Su biógrafo Agustín de Jesús María cuenta además que tuvo como hermanos a Fadrique Enríquez, castellano de Milán y del hábito de Alcántara, consejero de Indias y del Consejo y Junta de Guerra; a Diego Enríquez, capitán de caballería en Milán y a Francisca Enríquez, religiosa en el convento de Santa Catalina de Valladolid.
Recibió una extensa educación humanística y llegó a redactar no ya con fluidez, sino con elegancia en latín, italiano y castellano:
Entendió la lengua latina, italiana y española, y esta última la hablaba con toda la propriedad y perfección que muestran sus cartas, dignas de ser impressas, para modelo de quien quisiesse ser celebrada por discreta; sin bachillerías que llaman agudezas en escribir. Componía versos muy conceptuosamente, usando de términos y frasìs tan dulces, tan claras y tan sìgnificativas de lo que quería dezir, que merecieron sus Poesías (nunca profanas) el aplauso de los mayores ingenios que las leyeron. Y, habiéndose impresso algunas, ha sido tanta la codicia de ellas que se han repetido muchas impressiones.
Tras años en Galicia (donde su padre había sido nombrado gobernador y capitán general) y en Valladolid, cuando formó parte del Consejo de Guerra, llegó a la Corte de la mano de su padre y muy joven aún contrajo matrimonio con su primo, el IX conde de Paredes Manuel Manrique de Lara, del que tuvo cuatro hijos; enviudó el 26 de noviembre de 1626 (otros dicen que en 1637). Sin embargo fue a la Corte con dos de sus hijas como dama de honor de la reina Isabel de Borbón, primera esposa de Felipe IV, y luego como aya de la infanta María Teresa de Austria. Aficionada al teatro, amistó con el famoso actor cómico Juan Rana, habitual en Palacio.
De espíritu muy devoto, el 15 de marzo de 1649, con cuarenta y tres años, profesó como monja del Carmelo descalzo en el convento de San Joseph de Malagón (Ciudad Real). Muy identificada con el espíritu teresiana, sus escritos místicos traslucen la impronta de la Doctora de Ávila. Pero no se cerró al mundo y sostuvo correspondencia con el rey Felipe IV, como sor María de Ágreda (1602-1665). Según Cristina Borreguero, el rey le dirigió al menos 30 cartas desde el 9 de octubre de 1644, tres días después del fallecimiento de la reina Isabel de Borbón hasta el 8 de agosto de 1651, pero se sabe que hubo continuidad en la correspondencia hasta el fallecimiento de la Condesa en 1660, con un total de 74 cartas conocidas que se conservan en el Archivo General de Andalucía y han sido editadas modernamente. Falleció en el convento de Malagón el 18 de octubre de 1660.
Como poetisa mística ofrece composiciones más que notablemente inspiradas; es el puro sentimiento religioso el que habla, no el tópico ni la iconografía; usa con preferencia el cauce del romance, pero también las octavas y las seguidillas, y bastante menos las décimas y el romancillo heptasílabo. La mayoría  de estos poemas se han conservado como apéndice a la biografía que le escribió uno de sus más fervientes admiradores, fray Agustín de Jesús María. En cuanto a su obra mística principal en prosa, dentro de la corriente carmelitana, aún por estudiar como se debe, la más notable es el extenso Año Sancto. Meditaciones..., que publicó bajo el pseudónimo de Aquiles Napolitano en 1658.

## Obras
- Año Sancto. Meditaciones para todos los días en la mañana, tarde y noche. Sobre los misterios de la Vida y Passión de Christo Nuestro Redemptor y sobre otros que celebra Nuestra Santa Madre la Iglesia. Colegidas de los Libros de Santos Doctores y Maestros de Espíritu, que escribieron en esta materia. Con explicación mística, literal y moral de los Evangelios. Por Aquiles Napolitano (seudónimo). Madrid: Domingo García Morrás, 1658, 8 hs., 934 pp.
- Poesías varias. Ms. 16 fols.
- "Poesías varias" en: Agustín de Jesús María, Vida y muerte de la Venerable Madre Luisa Magdalena de Jesús. Madrid, 1705, pp. 225-256.
- Joaquín Pérez Villanueva, Felipe IV y Luisa Enríquez Manrique de Lara, condesa de Paredes de Nava. Un epistolario inédito. Salamanca, Caja de Ahorros y M. de P. de Salamanca, 1986.
- Pilar Vilela Gallego, Felipe IV y la condesa de Paredes: una colección epistolar del Rey en el Archivo General de Andalucía. Sevilla, Consejería de Cultura, 2005.